# Liz María Márquez
Liz María Márquez es una política venezolana, actualmente diputada suplente de la Asamblea Nacional por el estado Zulia.

## Carrera
Márquez fue electa como diputada suplente por la Asamblea Nacional por el estado Zulia para el periodo 2016-2021 en las elecciones parlamentarias de 2015, en representación de la Mesa de la Unidad Democrática (MUD). Ha sido la diputada suplente del diputado Omar Barboza, de quien también ha sido suplente para el periodo legislativo 2011-2016. En las elecciones municipales de 2021, fue postulada como candidata a alcaldesa del municipio Machiques de Perijá del estado.